# Formel-1-Weltmeisterschaft 1986

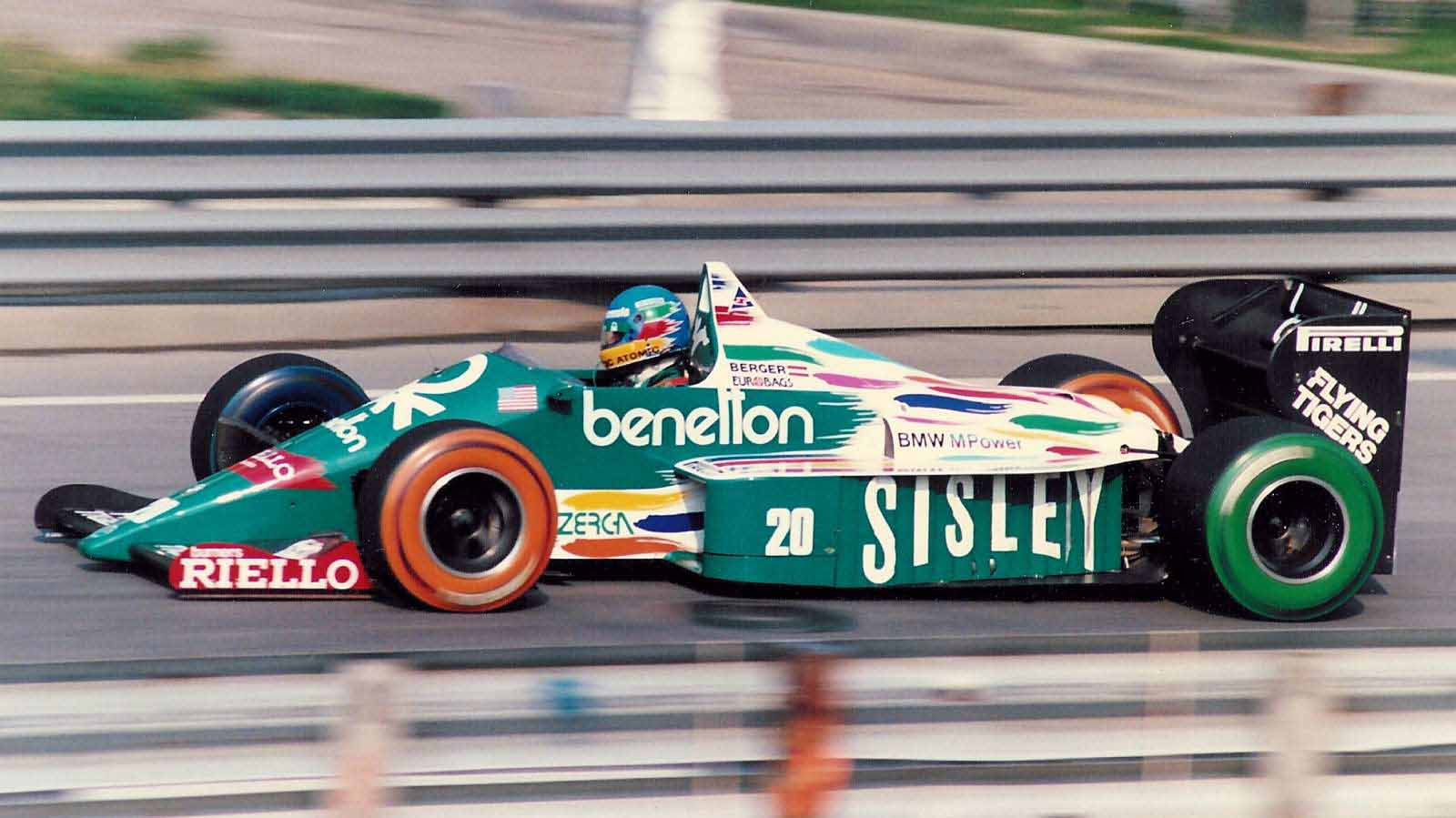
Benetton und Gerhard Berger gewinnen 1986 ihren ersten Grand Prix

Die Formel-1-Weltmeisterschaft 1986 war die 37. Saison der Formel-1-Weltmeisterschaft. Sie wurde über 16 Rennen in der Zeit vom 23. März bis zum 26. Oktober 1986 ausgetragen. Alain Prost gewann zum zweiten Mal die Fahrerweltmeisterschaft. Williams wurde zum dritten Mal Konstrukteursweltmeister.
Prost setzte sich erst im letzten Rennen knapp gegen beide Williams-Piloten Nigel Mansell und Nelson Piquet durch. Diese drei und der letztlich viertplatzierte Ayrton Senna stellten den Rekord eines zehnmaligen Wechsels in der Führung der Weltmeisterschaft auf, was erst wieder in der Saison 2010 eingestellt wurde.

## Änderungen 1986

### Reglement
Erlaubt waren erstmals ausschließlich Motoren mit Turbolader und maximal 1,5 l Hubraum. Die Saison 1986 war damit das einzige Jahr der ersten „Turbo-Ära“, in der in jedem Rennen ausschließlich Fahrzeuge mit Turbomotoren starteten. Dafür wurde allerdings die mitgeführte Benzinmenge auf maximal 195 l begrenzt.

### Rennstrecken
Der Große Preis von Spanien kehrte erstmals seit 1981 in den Rennkalender zurück und wurde dabei erstmals auf dem neuen Circuito de Jerez ausgetragen. Ebenfalls wieder auf dem Programm stand der Große Preis von Mexiko, der zuvor letztmals 1970 zur Formel-1-Weltmeisterschaft gehört hatte. Austragungsort war wie in jenem Jahr erneut das Autódromo Hermanos Rodríguez in Mexiko-Stadt. Gänzlich neu war dagegen der 1986 erstmals ausgetragene Große Preis von Ungarn auf dem Hungaroring in Mogyoród – eine Sensation im Kalten Krieg.
Im Gegenzug entfielen dafür der Große Preis von Südafrika, dessen Austragung im Vorjahr bereits aus Protest gegen die Apartheid von einigen Teams boykottiert worden war, sowie der Große Preis der Niederlande. Auch ein Großer Preis von Europa, der noch im Vorjahr auf der britischen Rennstrecke Brands Hatch ausgetragen worden war, fand 1986 nicht mehr statt. Dafür war diese Rennstrecke 1986 turnusgemäß Austragungsort des Großen Preises von Großbritannien anstelle des Silverstone Circuit. Ebenso wechselte auch der Große Preis von Deutschland nach einer einmaligen Rückkehr 1985 auf dem neuen Nürburgring zurück nach Hockenheim.
Daneben wurden noch einige Renntermine verschoben: Der Große Preis von Portugal, der im Vorjahr unter schlechten Witterungsbedingungen stattgefunden hatte, wurde aus dem April in den September verlegt. Dafür rückte der Große Preis von Belgien in den Frühsommer.

### Teams
Einziges neues Team im Teilnehmerfeld war gegen Ende des Jahres der französische Rennstall Automobiles Gonfaronnaises Sportives (AGS), der seine Fahrzeuge mit Hilfe von Material zusammenbaute, das ihm das nach dem Vorjahr nicht erneut antretende Renault-Werksteam überlassen hatte. Daneben tauchte noch der Name Benetton erstmals in den Starterlisten auf, allerdings entstand dieser Rennstall aus der Übernahme des Toleman-Teams. Hingegen traten neben Renault auch RAM Racing und Alfa Romeo nicht erneut an. Spirit dagegen hatte schon nach drei Rennen der Saison 1985 aufgegeben. Das Schweizer Team Ekström Grand Prix Racing bemühte sich Anfang 1986 um einen Einstieg in die Formel 1 mit einem Motori-Moderni-Motor, schaffte es aber nicht, ein einsatzbereites Auto zu konstruieren.

### Motoren
Benetton trat anders als sein Vorgängerteam nicht mehr mit Hart-Motoren an, sondern erhielt den bewährten BMW M12/13-Motor. Zudem debütierte bei Team Haas im Laufe der Saison der neue Cosworth-GBA-Motor, der nach der Unterstützung durch Ford auch als Ford TEC bezeichnet wurde. Weitere Veränderungen bei den Motorlieferanten gab es dagegen nicht. Allerdings verwendete AGS trotz der großzügigen Unterstützung durch Renault keinen Renault-Motor, sondern Triebwerke von Motori Moderni.

### Reifen
Reifenlieferanten waren wie zuvor Goodyear und Pirelli, jedoch gab es hier keine Veränderungen bei den Teams. AGS als neuer Teilnehmer verwendete Goodyear-Reifen.

### Technische Innovation
Aufsehen erregte der ungewöhnlich flach gebaute Brabham BT55, dessen Bauform durch eine Rotation des gesamten Motorblocks um 75° auf die Seite erreicht wurde. Diese Anordnung sollte eine störungsfreie Anströmung des Heckflügels erreichen und so maximalen Abtrieb mit minimalem Luftwiderstand kombinieren. Allerdings war das Fahrverhalten problematisch und die Motorkühlung unzureichend, sodass das Fahrzeug weitestgehend erfolglos blieb. Allerdings wird gelegentlich im McLaren MP4/4 von 1988 eine Weiterentwicklung dieses Konzepts gesehen.

### Fahrer
Bei McLaren hatte Niki Lauda 1985 seine Karriere beendet, ersetzt wurde er durch Keke Rosberg, den Weltmeister von 1982, der von Williams kam. Dort wurde mit Nelson Piquet wiederum ein vormaliger Weltmeister unter Vertrag genommen und neuer Teamkollege von Nigel Mansell. Piquet kam seinerseits von Brabham, wo sein Platz von Elio de Angelis eingenommen wurde. De Angelis kam von Lotus, das auf Wunsch seines britischen Hauptsponsors Johnny Dumfries unter Vertrag nahm. Weiter komplettierte Brabham sein Fahrerduo durch Riccardo Patrese, der vom aufgelösten Alfa-Romeo-Werksteam kam, und stellte sich damit komplett neu auf.
Benetton übernahm vom Vorgängerteam Toleman Teo Fabi, als zweiter Fahrer kam Gerhard Berger von Arrows hinzu. Für Berger kam Marc Surer zu Arrows, der das Vorjahr bei Brabham beendet hatte. Fahrerwechsel gab es auch bei Tyrrell, das den Franzosen Philippe Streiff übernahm, der im Vorjahr bei Ligier gestartet war. Dort wiederum trat nun René Arnoux an, der nach dem ersten Rennen der Vorsaison bei Ferrari entlassen und durch Stefan Johansson ersetzt worden war. Ferrari selber war dagegen das einzige Team, das gegenüber dem Saisonende 1985 in unveränderter Besetzung antrat.
Die Teams Zakspeed, Minardi und Team Haas, die allesamt im Vorjahr mit jeweils nur einem Einsatzfahrzeug debütiert hatten, stockten ihre Rennbeteiligung auf jeweils zwei Fahrzeuge auf. Bei Zakspeed kam damit der frühere Osella-Fahrer Huub Rothengatter zum Einsatz, dessen Platz bei Osella ausgerechnet von Christian Danner eingenommen wurde, der bereits im Vorjahr zwei Rennen für Zakspeed anstelle des Stammfahrers Jonathan Palmer bestritten hatte. Minardi stellte sich komplett neu auf und brachte den erfahrenen Andrea de Cesaris einerseits und den Neuling Alessandro Nannini andererseits. Team Haas setzte dagegen neben Alan Jones auf den erfahrenen Patrick Tambay, der in den Vorjahren für Ferrari und Renault sogar Rennen gewonnen hatte.
Während der Saison selber gab es mehrere dauerhafte Umbesetzungen, die teils auf tragische Unfälle zurückzuführen waren. Marc Surer verletzte sich bei einem Rally-Unfall schwer, woraufhin Christian Danner zu Arrows wechselte und sein Cockpit bei Osella stattdessen vom kanadischen Debütanten Allen Berg übernommen wurde. Ligier-Pilot Jacques Laffite brach sich bei einem Startunfall beim Großen Preis von Großbritannien beide Beine und wurde daraufhin durch seinen Landsmann Philippe Alliot ersetzt, der nach dem Aus des RAM-Teams bis dahin kein neues Cockpit gefunden hatte. Nachdem schließlich Brabham-Pilot Elio de Angelis bei einem Unfall bei Testfahrten ums Leben gekommen war, kehrte für ihn Derek Warwick in die Formel 1 zurück, der im Vorjahr für Renault gefahren war und nach dem Rückzug des Teams stattdessen zunächst in der Sportwagen-Weltmeisterschaft an den Start gegangen war.

## Teams und Fahrer
| Foto                        | Team                           | Chassis                             | Motor                         | Reifen | Nr.                | Stammfahrer        | Rennen      | Test-/ Ersatzfahrer                       |
| --------------------------- | ------------------------------ | ----------------------------------- | ----------------------------- | ------ | ------------------ | ------------------ | ----------- | ----------------------------------------- |
| McLaren MP4/2C              | Marlboro McLaren International | McLaren MP4/2C                      | TAG 1.5 V6t                   | G      | 01                 | Alain Prost        | 1–16        | n/a                                       |
| McLaren MP4/2C              | Marlboro McLaren International | McLaren MP4/2C                      | TAG 1.5 V6t                   | G      | 02                 | Keke Rosberg       | 1–16        | n/a                                       |
| Tyrrell 015                 | Data General Team Tyrrell      | Tyrrell 014 Tyrrell 015             | Renault 1.5 V6t               | G      | 03                 | Martin Brundle     | 1–16        | n/a                                       |
| Tyrrell 015                 | Data General Team Tyrrell      | Tyrrell 014 Tyrrell 015             | Renault 1.5 V6t               | G      | 04                 | Philippe Streiff   | 1–16        | n/a                                       |
| Williams FW11               | Canon Williams Honda Team      | Williams FW11                       | Honda 1.5 V6t                 | G      | 05                 | Nigel Mansell      | 1–16        | n/a                                       |
| Williams FW11               | Canon Williams Honda Team      | Williams FW11                       | Honda 1.5 V6t                 | G      | 06                 | Nelson Piquet      | 1–16        | n/a                                       |
| Brabham BT55 (2. von vorne) | Motor Racing Developments      | Brabham BT55                        | BMW 1.5 L4t                   | P      | 07                 | Riccardo Patrese   | 1–16        | Josele Garza                              |
| Brabham BT55 (2. von vorne) | Motor Racing Developments      | Brabham BT55                        | BMW 1.5 L4t                   | P      | 08                 | Elio de Angelis    | 1–4         | Josele Garza                              |
| Brabham BT55 (2. von vorne) | Motor Racing Developments      | Brabham BT55                        | BMW 1.5 L4t                   | P      | 08                 | Derek Warwick      | 6–16        | Josele Garza                              |
| Lotus 98T                   | John Player Special Team Lotus | Lotus 98T                           | Renault 1.5 V6t               | G      | 11                 | Johnny Dumfries    | 1–16        | Derek Warwick                             |
| Lotus 98T                   | John Player Special Team Lotus | Lotus 98T                           | Renault 1.5 V6t               | G      | 12                 | Ayrton Senna       | 1–16        | Derek Warwick                             |
|                             | West Zakspeed Racing           | Zakspeed 861                        | Zakspeed 1.5 L4t              | G      | 14                 | Jonathan Palmer    | 1–16        | Luis Pérez-Sala                           |
| 29                          | West Zakspeed Racing           | Zakspeed 861                        | Zakspeed 1.5 L4t              | G      | Huub Rothengatter  | 3–16               |             | Luis Pérez-Sala                           |
| Lola THL1                   | Team Haas (USA) Ltd            | Lola THL1 Lola THL2                 | Hart 1.5 L4t Ford TEC 1.5 V6t | G      | 15                 | Alan Jones         | 1–16        | n/a                                       |
| Lola THL1                   | Team Haas (USA) Ltd            | Lola THL1 Lola THL2                 | Hart 1.5 L4t Ford TEC 1.5 V6t | G      | 16                 | Patrick Tambay     | 1–6, 8-16   | n/a                                       |
| Lola THL1                   | Team Haas (USA) Ltd            | Lola THL1 Lola THL2                 | Hart 1.5 L4t Ford TEC 1.5 V6t | G      | 16                 | Eddie Cheever      | 7           | n/a                                       |
| Arrows A9                   | Barclay Arrows BMW             | Arrows A8 Arrows A9                 | BMW 1.5 L4t                   | G      | 17                 | Marc Surer         | 1–5         | Jari Nurminen                             |
| Arrows A9                   | Barclay Arrows BMW             | Arrows A8 Arrows A9                 | BMW 1.5 L4t                   | G      | 17                 | Christian Danner   | 7–16        | Jari Nurminen                             |
| Arrows A9                   | Barclay Arrows BMW             | Arrows A8 Arrows A9                 | BMW 1.5 L4t                   | G      | 18                 | Thierry Boutsen    | 1–16        | Jari Nurminen                             |
| Benetton B186               | Benetton Formula Ltd.          | Benetton B186                       | BMW 1.5 L4t                   | P      | 19                 | Teo Fabi           | 1–16        | Giovanna Amati Paolo Barilla Andy Wallace |
| Benetton B186               | Benetton Formula Ltd.          | Benetton B186                       | BMW 1.5 L4t                   | P      | 20                 | Gerhard Berger     | 1–16        | Giovanna Amati Paolo Barilla Andy Wallace |
| Osella FA1G                 | Osella Squadra Corse           | Osella FA1G Osella FA1F Osella FA1H | Alfa Romeo 890T 1.5 V8t       | P      | 21                 | Piercarlo Ghinzani | 1–16        | n/a                                       |
| Osella FA1G                 | Osella Squadra Corse           | Osella FA1G Osella FA1F Osella FA1H | Alfa Romeo 890T 1.5 V8t       | P      | 22                 | Christian Danner   | 1–6         | n/a                                       |
| Osella FA1G                 | Osella Squadra Corse           | Osella FA1G Osella FA1F Osella FA1H | Alfa Romeo 890T 1.5 V8t       | P      | 22                 | Allen Berg         | 7–12, 14-16 | n/a                                       |
| Osella FA1G                 | Osella Squadra Corse           | Osella FA1G Osella FA1F Osella FA1H | Alfa Romeo 890T 1.5 V8t       | P      | 22                 | Alex Caffi         | 13          | n/a                                       |
|                             | Minardi Team SpA               | Minardi M185B Minardi M186          | Motori Moderni 1.5 V6t        | P      | 23                 | Andrea de Cesaris  | 1–16        | n/a                                       |
| 24                          | Minardi Team SpA               | Minardi M185B Minardi M186          | Motori Moderni 1.5 V6t        | P      | Alessandro Nannini | 1–16               |             | n/a                                       |
|                             | Equipe Ligier                  | Ligier JS27                         | Renault 1.5 V6t               | P      | 25                 | René Arnoux        | 1–16        | n/a                                       |
| 26                          | Equipe Ligier                  | Ligier JS27                         | Renault 1.5 V6t               | P      | Jacques Laffite    | 1–9                |             | n/a                                       |
| 26                          | Equipe Ligier                  | Ligier JS27                         | Renault 1.5 V6t               | P      | Philippe Alliot    | 10–16              |             | n/a                                       |
| Ferrari F1/86               | Scuderia Ferrari SpA SEFAC     | Ferrari F1/86                       | Ferrari 1.5 V6t               | G      | 27                 | Michele Alboreto   | 1–16        | n/a                                       |
| Ferrari F1/86               | Scuderia Ferrari SpA SEFAC     | Ferrari F1/86                       | Ferrari 1.5 V6t               | G      | 28                 | Stefan Johansson   | 1–16        | n/a                                       |
| AGS JH21C                   | Team El Charro AGS             | AGS JH21C                           | Motori Moderni 1.5 V6t        | G      | 31                 | Ivan Capelli       | 13, 14      | n/a                                       |

## Rennkalender
| Nr. | Datum         | Grand Prix (Strecke)            | Distanz (km) | Sieger                            | Zweiter                            | Dritter                           | Pole- Position                     | Schnellste Rennrunde              | Gesamtführender Fahrer            | Gesamtführender Konstrukteur |
| --- | ------------- | ------------------------------- | ------------ | --------------------------------- | ---------------------------------- | --------------------------------- | ---------------------------------- | --------------------------------- | --------------------------------- | ---------------------------- |
| 01  | 23. März      | Brasilien (Jacarepaguá)         | 306,891      | Nelson Piquet (Williams-Honda)    | Ayrton Senna (Lotus-Renault)       | Jacques Laffite (Ligier-Renault)  | Ayrton Senna (Lotus-Renault)       | Nelson Piquet (Williams-Honda)    | Nelson Piquet (Williams-Honda)    | Williams-Honda               |
| 02  | 13. April     | Spanien (Jerez de la Frontera)  | 303,696      | Ayrton Senna (Lotus-Renault)      | Nigel Mansell (Williams-Honda)     | Alain Prost (McLaren-TAG-Porsche) | Ayrton Senna (Lotus-Renault)       | Nigel Mansell (Williams-Honda)    | Ayrton Senna (Lotus-Renault)      | Williams-Honda               |
| 03  | 27. April     | San Marino (Imola)              | 302,400      | Alain Prost (McLaren-TAG-Porsche) | Nelson Piquet (Williams-Honda)     | Gerhard Berger (Benetton-BMW)     | Ayrton Senna (Lotus-Renault)       | Nelson Piquet (Williams-Honda)    | Ayrton Senna (Lotus-Renault)      | Williams-Honda               |
| 04  | 11. Mai       | Monaco (Monte Carlo)            | 259,584      | Alain Prost (McLaren-TAG-Porsche) | Keke Rosberg (McLaren-TAG-Porsche) | Ayrton Senna (Lotus-Renault)      | Alain Prost (McLaren-TAG-Porsche)  | Alain Prost (McLaren-TAG-Porsche) | Alain Prost (McLaren-TAG-Porsche) | McLaren-TAG-Porsche          |
| 05  | 25. Mai       | Belgien (Spa-Francorchamps)     | 298,420      | Nigel Mansell (Williams-Honda)    | Ayrton Senna (Lotus-Renault)       | Stefan Johansson (Ferrari)        | Nelson Piquet (Williams-Honda)     | Alain Prost (McLaren-TAG-Porsche) | Ayrton Senna (Lotus-Renault)      | McLaren-TAG-Porsche          |
| 06  | 15. Juni      | Kanada (Montréal)               | 304,290      | Nigel Mansell (Williams-Honda)    | Alain Prost (McLaren-TAG-Porsche)  | Nelson Piquet (Williams-Honda)    | Nigel Mansell (Williams-Honda)     | Nelson Piquet (Williams-Honda)    | Alain Prost (McLaren-TAG-Porsche) | Williams-Honda               |
| 07  | 22. Juni      | USA Ost (Detroit)               | 253,449      | Ayrton Senna (Lotus-Renault)      | Jacques Laffite (Ligier-Renault)   | Alain Prost (McLaren-TAG-Porsche) | Ayrton Senna (Lotus-Renault)       | Nelson Piquet (Williams-Honda)    | Ayrton Senna (Lotus-Renault)      | Williams-Honda               |
| 08  | 6. Juli       | Frankreich (Le Castellet)       | 305,040      | Nigel Mansell (Williams-Honda)    | Alain Prost (McLaren-TAG-Porsche)  | Nelson Piquet (Williams-Honda)    | Ayrton Senna (Lotus-Renault)       | Nigel Mansell (Williams-Honda)    | Alain Prost (McLaren-TAG-Porsche) | Williams-Honda               |
| 09  | 13. Juli      | Großbritannien (West Kingsdown) | 315,525      | Nigel Mansell (Williams-Honda)    | Nelson Piquet (Williams-Honda)     | Alain Prost (McLaren-TAG-Porsche) | Nelson Piquet (Williams-Honda)     | Nigel Mansell (Williams-Honda)    | Nigel Mansell (Williams-Honda)    | Williams-Honda               |
| 10  | 27. Juli      | Deutschland (Hockenheim)        | 299,068      | Nelson Piquet (Williams-Honda)    | Ayrton Senna (Lotus-Renault)       | Nigel Mansell (Williams-Honda)    | Keke Rosberg (McLaren-TAG-Porsche) | Gerhard Berger (Benetton-BMW)     | Nigel Mansell (Williams-Honda)    | Williams-Honda               |
| 11  | 10. August    | Ungarn (Mogyoród)               | 305,064      | Nelson Piquet (Williams-Honda)    | Ayrton Senna (Lotus-Renault)       | Nigel Mansell (Williams-Honda)    | Ayrton Senna (Lotus-Renault)       | Nelson Piquet (Williams-Honda)    | Nigel Mansell (Williams-Honda)    | Williams-Honda               |
| 12  | 17. August    | Österreich (Spielberg)          | 308,984      | Alain Prost (McLaren-TAG-Porsche) | Michele Alboreto (Ferrari)         | Stefan Johansson (Ferrari)        | Teo Fabi (Benetton-BMW)            | Gerhard Berger (Benetton-BMW)     | Nigel Mansell (Williams-Honda)    | Williams-Honda               |
| 13  | 7. September  | Italien (Monza)                 | 295,800      | Nelson Piquet (Williams-Honda)    | Nigel Mansell (Williams-Honda)     | Stefan Johansson (Ferrari)        | Teo Fabi (Benetton-BMW)            | Teo Fabi (Benetton-BMW)           | Nigel Mansell (Williams-Honda)    | Williams-Honda               |
| 14  | 21. September | Portugal (Estoril)              | 304,500      | Nigel Mansell (Williams-Honda)    | Alain Prost (McLaren-TAG-Porsche)  | Nelson Piquet (Williams-Honda)    | Ayrton Senna (Lotus-Renault)       | Nigel Mansell (Williams-Honda)    | Nigel Mansell (Williams-Honda)    | Williams-Honda               |
| 15  | 12. Oktober   | Mexiko (Mexiko-Stadt)           | 300,628      | Gerhard Berger (Benetton-BMW)     | Alain Prost (McLaren-TAG-Porsche)  | Ayrton Senna (Lotus-Renault)      | Ayrton Senna (Lotus-Renault)       | Nelson Piquet (Williams-Honda)    | Nigel Mansell (Williams-Honda)    | Williams-Honda               |
| 16  | 26. Oktober   | Australien (Adelaide)           | 309,960      | Alain Prost (McLaren-TAG-Porsche) | Nelson Piquet (Williams-Honda)     | Stefan Johansson (Ferrari)        | Nigel Mansell (Williams-Honda)     | Nelson Piquet (Williams-Honda)    | Alain Prost (McLaren-TAG-Porsche) | Williams-Honda               |

## Rennberichte

### Großer Preis von Brasilien
| Platz | Fahrer          | Team           | Zeit        |
| ----- | --------------- | -------------- | ----------- |
| 1     | Nelson Piquet   | Williams-Honda | 1:39:32,583 |
| 2     | Ayrton Senna    | Lotus-Renault  | + 34,827    |
| 3     | Jacques Laffite | Ligier-Renault | + 59,759    |
| PP    | Ayrton Senna    | Lotus-Renault  | 1:25,501    |
| SR    | Nelson Piquet   | Williams-Honda | 1:33,546    |

Der Große Preis von Brasilien auf dem Autódromo Internacional Nelson Piquet in Jacarepaguá, einem Vorort von Rio de Janeiro in Brasilien fand am 23. März 1986 statt und ging über 61 Runden (306,891 km).

### Großer Preis von Spanien
| Platz | Fahrer        | Team                | Zeit        |
| ----- | ------------- | ------------------- | ----------- |
| 1     | Ayrton Senna  | Lotus-Renault       | 1:48:47,735 |
| 2     | Nigel Mansell | Williams-Honda      | + 0,014     |
| 3     | Alain Prost   | McLaren-TAG-Porsche | + 21,552    |
| PP    | Ayrton Senna  | Lotus-Renault       | 1:21,605    |
| SR    | Nigel Mansell | Williams-Honda      | 1:27,176    |

Der Große Preis von Spanien in Jerez fand am 13. April 1986 statt und ging über eine Distanz von 72 Runden (303,696 km).

### Großer Preis von San Marino
| Platz | Fahrer         | Team                | Zeit        |
| ----- | -------------- | ------------------- | ----------- |
| 1     | Alain Prost    | McLaren-TAG-Porsche | 1:32:28,408 |
| 2     | Ayrton Senna   | Lotus-Renault       | + 7,645     |
| 3     | Gerhard Berger | Benetton-BMW        | + 1 Runde   |
| PP    | Ayrton Senna   | Lotus-Renault       | 1:25,050    |
| SR    | Nelson Piquet  | Williams-Honda      | 1:28,667    |

Der Große Preis von San Marino in Imola fand am 27. April 1986 statt und ging über 60 Runden (302,4 km).

### Großer Preis von Monaco
| Platz | Fahrer       | Team                | Zeit        |
| ----- | ------------ | ------------------- | ----------- |
| 1     | Alain Prost  | McLaren-TAG-Porsche | 1:55:41,060 |
| 2     | Keke Rosberg | McLaren-TAG-Porsche | + 25,022    |
| 3     | Ayrton Senna | Lotus-Renault       | + 53,646    |
| PP    | Alain Prost  | McLaren-TAG-Porsche | 1:22,627    |
| SR    | Alain Prost  | McLaren-TAG-Porsche | 1:26,607    |

Der Große Preis von Monaco in Monte Carlo fand am 11. Mai 1986 statt und ging über 78 Runden (259,584 km).
Es war das letzte Rennen von Elio de Angelis, der wenige Tage später bei Testfahrten tödlich verunglückte.

### Großer Preis von Belgien
| Platz | Fahrer           | Team                | Zeit        |
| ----- | ---------------- | ------------------- | ----------- |
| 1     | Nigel Mansell    | Williams-Honda      | 1:27:57,925 |
| 2     | Ayrton Senna     | Lotus-Renault       | + 19,827    |
| 3     | Stefan Johansson | Ferrari             | + 26,592    |
| PP    | Nelson Piquet    | Williams-Honda      | 1:54,331    |
| SR    | Alain Prost      | McLaren-TAG-Porsche | 1:59,282    |

Der Große Preis von Belgien in Spa-Francorchamps fand am 25. Mai 1986 statt und ging über eine Distanz von 43 Runden (298,42 km).

### Großer Preis von Kanada
| Platz | Fahrer        | Team                | Zeit        |
| ----- | ------------- | ------------------- | ----------- |
| 1     | Nigel Mansell | Williams-Honda      | 1:42:26,415 |
| 2     | Alain Prost   | McLaren-TAG-Porsche | + 20,659    |
| 3     | Nelson Piquet | Williams-Honda      | + 36,262    |
| PP    | Nigel Mansell | Williams-Honda      | 1:24,118    |
| SR    | Nelson Piquet | Williams-Honda      | 1:25,443    |

Der Große Preis von Kanada in Montreal fand am 15. Juni 1986 statt und ging über eine Distanz von 69 Runden (304,29 km).

### Großer Preis der USA
| Platz | Fahrer        | Team                | Zeit        |
| ----- | ------------- | ------------------- | ----------- |
| 1     | Ayrton Senna  | Lotus-Renault       | 1:51:12,847 |
| 2     | Nelson Piquet | Williams-Honda      | + 31,017    |
| 3     | Alain Prost   | McLaren-TAG-Porsche | + 31,824    |
| PP    | Ayrton Senna  | Lotus-Renault       | 1:38,301    |
| SR    | Nelson Piquet | Williams-Honda      | 1:41,233    |

Der Große Preis der USA auf dem Detroit Street Circuit in Detroit, Michigan fand am 22. Juni 1986 statt und ging über eine Distanz von 63 Runden (253,449 km).

### Großer Preis von Frankreich
| Platz | Fahrer        | Team                | Zeit        |
| ----- | ------------- | ------------------- | ----------- |
| 1     | Nigel Mansell | Williams-Honda      | 1:37,19.272 |
| 2     | Alain Prost   | McLaren-TAG-Porsche | + 17,128    |
| 3     | Nelson Piquet | Williams-Honda      | + 37,545    |
| PP    | Ayrton Senna  | Lotus-Renault       | 1:06,526    |
| SR    | Nigel Mansell | Williams-Honda      | 1:09,993    |

Der Große Preis von Frankreich auf dem Circuit Paul Ricard fand am 6. Juli 1986 statt und ging über eine Distanz von 80 Runden (305,04 km).

### Großer Preis von Großbritannien
| Platz | Fahrer        | Team                | Zeit        |
| ----- | ------------- | ------------------- | ----------- |
| 1     | Nigel Mansell | Williams-Honda      | 1:30:38,471 |
| 2     | Nelson Piquet | Williams-Honda      | + 5,574     |
| 3     | Alain Prost   | McLaren-TAG-Porsche | + 1 Runde   |
| PP    | Nelson Piquet | Williams-Honda      | 1:06,961    |
| SR    | Nigel Mansell | Williams-Honda      | 1:09,593    |

Der Große Preis von Großbritannien in Brands Hatch fand am 13. Juli 1986 statt und ging über eine Distanz von 75 Runden (315,525 km).

### Großer Preis von Deutschland
| Platz | Fahrer         | Team                | Zeit        |
| ----- | -------------- | ------------------- | ----------- |
| 1     | Nelson Piquet  | Williams-Honda      | 1:22:08,263 |
| 2     | Ayrton Senna   | Lotus-Renault       | + 15,437    |
| 3     | Nigel Mansell  | Williams-Honda      | + 44,580    |
| PP    | Keke Rosberg   | McLaren-TAG-Porsche | 1:42,013    |
| SR    | Gerhard Berger | Benetton-BMW        | 1:46,604    |

Der Große Preis von Deutschland in Hockenheim fand am 27. Juli 1986 statt und ging über eine Distanz von 44 Runden (299,068 km).

### Großer Preis von Ungarn
| Platz | Fahrer        | Team           | Zeit        |
| ----- | ------------- | -------------- | ----------- |
| 1     | Nelson Piquet | Williams-Honda | 2:00:34,508 |
| 2     | Ayrton Senna  | Lotus-Renault  | + 17,673    |
| 3     | Nigel Mansell | Williams-Honda | + 1 Runde   |
| PP    | Ayrton Senna  | Lotus-Renault  | 1:29,450    |
| SR    | Nelson Piquet | Williams-Honda | 1:31,001    |

Der Große Preis von Ungarn auf dem Hungaroring in Mogyoród fand am 10. August 1986 statt und ging über eine Distanz von 76 Runden (305,064 km).

### Großer Preis von Österreich
| Platz | Fahrer           | Team                | Zeit        |
| ----- | ---------------- | ------------------- | ----------- |
| 1     | Alain Prost      | McLaren-TAG-Porsche | 1:21:22,531 |
| 2     | Michele Alboreto | Ferrari             | + 1 Runde   |
| 3     | Stefan Johansson | Ferrari             | + 2 Runden  |
| PP    | Teo Fabi         | Benetton-BMW        | 1:23,549    |
| SR    | Gerhard Berger   | Benetton-BMW        | 1:29,444    |

Der Große Preis von Österreich auf dem Österreichring in Zeltweg fand am 17. August 1986 statt und ging über eine Distanz von 52 Runden (308,984 km).

### Großer Preis von Italien
| Platz | Fahrer           | Team           | Zeit        |
| ----- | ---------------- | -------------- | ----------- |
| 1     | Nelson Piquet    | Williams-Honda | 1:17:42,889 |
| 2     | Nigel Mansell    | Williams-Honda | + 9,828     |
| 3     | Stefan Johansson | Ferrari        | + 22,915    |
| PP    | Teo Fabi         | Benetton-BMW   | 1:23,46     |
| SR    | Teo Fabi         | Benetton-BMW   | 1:26,796    |

Der Große Preis von Italien in Monza fand am 7. September 1986 statt und ging über eine Distanz von 51 Runden (295,80 km).

### Großer Preis von Portugal
| Platz | Fahrer        | Team                | Zeit        |
| ----- | ------------- | ------------------- | ----------- |
| 1     | Nigel Mansell | Williams-Honda      | 1:37:21,900 |
| 2     | Alain Prost   | McLaren-TAG-Porsche | + 18,772    |
| 3     | Nelson Piquet | Williams-Honda      | + 49,274    |
| PP    | Ayrton Senna  | Lotus-Renault       | 1:16,673    |
| SR    | Nigel Mansell | Williams-Honda      | 1:20,943    |

Der Große Preis von Portugal in Estoril fand am 21. September 1986 statt und ging über eine Distanz von 70 Runden (304,5 km).

### Großer Preis von Mexiko
| Platz | Fahrer         | Team                | Zeit        |
| ----- | -------------- | ------------------- | ----------- |
| 1     | Gerhard Berger | Benetton-BMW        | 1:33:18,700 |
| 2     | Alain Prost    | McLaren-TAG-Porsche | + 25,438    |
| 3     | Ayrton Senna   | Lotus-Renault       | + 52,513    |
| PP    | Ayrton Senna   | Lotus-Renault       | 1:16,990    |
| SR    | Nelson Piquet  | Williams-Honda      | 1:19,360    |

Der Große Preis von Mexiko in Mexiko-Stadt fand am 12. Oktober 1986 statt und ging über eine Distanz von 68 Runden (300,628 km).

### Großer Preis von Australien
| Platz | Fahrer           | Team                | Zeit        |
| ----- | ---------------- | ------------------- | ----------- |
| 1     | Alain Prost      | McLaren-TAG-Porsche | 1:54:20,388 |
| 2     | Nelson Piquet    | Williams-Honda      | + 4,205     |
| 3     | Stefan Johansson | Ferrari             | + 1 Runde   |
| PP    | Nigel Mansell    | Williams-Honda      | 1:18,403    |
| SR    | Nelson Piquet    | Williams-Honda      | 1:20,787    |

Der Große Preis von Australien in Adelaide fand am 26. Oktober 1986 statt und ging über eine Distanz von 82 Runden (309,878 km).

## Weltmeisterschaftswertungen
| Platz  | 1 | 2 | 3 | 4 | 5 | 6 |
| Punkte | 9 | 6 | 4 | 3 | 2 | 1 |

In der Fahrerwertung wurden die besten elf Resultate, in der Konstrukteurswertung alle Resultate gewertet.

### Fahrerwertung
| Pos. | Fahrer          | Konstrukteur           |     |     |      |     |      |     |     |     |     |       |     |     |     |     |      |     | Punkte  |
| 1    | A. Prost        | McLaren-TAG-Porsche    | DNF | 3   | 1    | 1   | (6)  | 2   | 3   | 2   | 3   | *(6)* | DNF | 1   | DSQ | 2   | 2    | 1   | 72 (74) |
| 2    | N. Mansell      | Williams-Honda         | DNF | 2   | DNF  | 4   | 1    | 1   | 5   | 1   | 1   | 3     | 3   | DNF | 2   | 1   | (5)  | DNF | 70 (72) |
| 3    | N. Piquet       | Williams-Honda         | 1   | DNF | 2    | (7) | DNF  | 3   | DNF | 3   | 2   | 1     | 1   | DNF | 1   | 3   | 4    | 2   | 69      |
| 4    | A. Senna        | Lotus-Renault          | 2   | 1   | DNF  | 3   | 2    | 5   | 1   | DNF | DNF | 2     | 2   | DNF | DNF | *4* | 3    | DNF | 55      |
| 5    | S. Johansson    | Ferrari                | DNF | DNF | 4    | 10  | 3    | DNF | DNF | DNF | DNF | *11*  | 4   | 3   | 3   | 6   | *12* | 3   | 23      |
| 6    | K. Rosberg      | McLaren-TAG-Porsche    | DNF | 4   | *5*  | 2   | DNF  | 4   | DNF | 4   | DNF | *5*   | DNF | *9* | 4   | DNF | DNF  | DNF | 22      |
| 7    | G. Berger       | Benetton-BMW           | 6   | 6   | 3    | DNF | 10   | DNF | DNF | DNF | DNF | 10    | DNF | 7   | 5   | DNF | 1    | DNF | 17      |
| 8    | J. Laffite      | Ligier-Renault         | 3   | DNF | DNF  | 6   | 5    | 7   | 2   | 6   | DNF |       |     |     |     |     |      |     | 14      |
| 9    | M. Alboreto     | Ferrari                | DNF | DNF | *10* | DNF | 4    | 8   | 4   | 8   | DNF | DNF   | DNF | 2   | DNF | 5   | DNF  | DNF | 14      |
| 10   | R. Arnoux       | Ligier-Renault         | 4   | DNF | DNF  | 5   | DNF  | 6   | DNF | 5   | 4   | 4     | DNF | 10  | DNF | 7   | *15* | 7   | 14      |
| 11   | M. Brundle      | Tyrrell-Renault        | 5   | DNF | 8    | DNF | DNF  | 9   | DNF | 10  | 5   | DNF   | 6   | DNF | 10  | DNF | 11   | 4   | 8       |
| 12   | A. Jones        | Lola-Hart/-Ford        | DNF | DNF | DNF  | DNF | *11* | 10  | DNF | DNF | DNF | 9     | DNF | 4   | 6   | DNF | DNF  | DNF | 4       |
| 13   | J. Dumfries     | Lotus-Renault          | 9   | DNF | DNF  | DNQ | DNF  | DNF | 7   | DNF | 7   | DNF   | 5   | DNF | DNF | 9   | DNF  | 6   | 3       |
| 14   | P. Streiff      | Tyrrell-Renault        | 7   | DNF | DNF  | 11  | 12   | 11  | 9   | DNF | 6   | DNF   | 8   | DNF | 9   | DNF | DNF  | *5* | 3       |
| 15   | P. Tambay       | Lola-Hart/-Ford        | DNF | 8   | DNF  | DNF | DNF  | DNS |     | DNF | DNF | 8     | 7   | 5   | DNF | NC  | DNF  | NC  | 2       |
| 16   | T. Fabi         | Benetton-BMW           | 10  | 5   | DNF  | DNF | 7    | DNF | DNF | DNF | DNF | DNF   | DNF | DNF | DNF | 8   | DNF  | 10  | 2       |
| 17   | R. Patrese      | Brabham-BMW            | DNF | DNF | 6*   | DNF | 8    | DNF | 6   | 7   | DNF | DNF   | DNF | DNF | DNF | DNF | *13* | DNF | 2       |
| 18   | C. Danner       | Osella-Alfa Romeo      | DNF | DNF | DNF  | DNQ | DNF  | DNF |     |     |     |       |     |     |     |     |      |     | 0       |
| 18   | C. Danner       | Arrows-BMW             |     |     |      |     |      |     | DNF | 11  | DNF | DNF   | DNF | 6   | 8   | 11  | 9    | DNF | 1       |
| 19   | P. Alliot       | Ligier-Renault         |     |     |      |     |      |     |     |     |     | DNF   | 9   | DNF | DNF | DNF | 6    | 8   | 1       |
| 20   | T. Boutsen      | Arrows-BMW             | DNF | 7   | 7    | 8   | DNF  | DNF | DNF | NC  | NC  | DNF   | DNF | DNF | 7   | 10  | 7    | DNF | 0       |
| 21   | D. Warwick      | Brabham-BMW            |     |     |      |     |      | DNF | 10  | 9   | 8   | 7     | DNF | DNS | DNF | DNF | DNF  | DNF | 0       |
| 22   | J. Palmer       | Zakspeed               | DNF | DNF | DNF  | 12  | 13   | DNF | 8   | DNF | 9   | DNF   | 10  | DNF | DNF | 12  | *10* | 9   | 0       |
| 23   | H. Rothengatter | Zakspeed               |     |     | DNF  | DNQ | DNF  | 12  | DNS | DNF | DNF | DNF   | DNF | 8   | DNF | DNF | DNS  | DNF | 0       |
| 24   | A. de Cesaris   | Minardi-Motori Moderni | DNF | DNF | DNF  | DNQ | DNF  | DNF | DNF | DNF | DNF | DNF   | DNF | DNF | DNF | DNF | 8    | DNF | 0       |
| 25   | E. de Angelis   | Brabham-BMW            | 8   | DNF | DNF  | DNF |      |     |     |     |     |       |     |     |     |     |      |     | 0       |
| 26   | M. Surer        | Arrows-BMW             | DNF | DNF | 9    | 9   | 9    |     |     |     |     |       |     |     |     |     |      |     | 0       |
| 27   | P. Ghinzani     | Osella-Alfa Romeo      | DNF | DNF | DNF  | DNQ | DNF  | DNF | DNF | DNF | DNF | DNF   | DNF | 11  | DNF | DNF | DNF  | DNF | 0       |
| 28   | A. Berg         | Osella-Alfa Romeo      |     |     |      |     |      |     | DNF | DNF | DNF | 12    | DNF | DNF |     | 13  | 16   | NC  | 0       |
| 29   | A. Nannini      | Minardi-Motori Moderni | DNF | DNF | DNF  | DNQ | DNF  | DNF | DNF | DNF | DNF | DNF   | DNF | DNF | DNF | NC  | 14   | DNF | 0       |
| —    | A. Caffi        | Osella-Alfa Romeo      |     |     |      |     |      |     |     |     |     |       |     |     | NC  |     |      |     | 0       |
| —    | I. Capelli      | AGS-Motori Moderni     |     |     |      |     |      |     |     |     |     |       |     |     | DNF | DNF |      |     | 0       |
| —    | E. Cheever      | Lola-Hart/-Ford        |     |     |      |     |      |     | DNF |     |     |       |     |     |     |     |      |     | 0       |

| Legende  | Legende            | Legende                                                          |
| Farbe    | Abkürzung          | Bedeutung                                                        |
| -------- | ------------------ | ---------------------------------------------------------------- |
| Gold     | –                  | Sieg                                                             |
| Silber   | –                  | 2. Platz                                                         |
| Bronze   | –                  | 3. Platz                                                         |
| Grün     | –                  | Platzierung in den Punkten                                       |
| Blau     | –                  | Klassifiziert außerhalb der Punkteränge                          |
| Violett  | DNF                | Rennen nicht beendet (did not finish)                            |
| Violett  | NC                 | nicht klassifiziert (not classified)                             |
| Rot      | DNQ                | nicht qualifiziert (did not qualify)                             |
| Rot      | DNPQ               | in Vorqualifikation gescheitert (did not pre-qualify)            |
| Schwarz  | DSQ                | disqualifiziert (disqualified)                                   |
| Weiß     | DNS                | nicht am Start (did not start)                                   |
| Weiß     | WD                 | zurückgezogen (withdrawn)                                        |
| Hellblau | PO                 | nur am Training teilgenommen (practiced only)                    |
| Hellblau | TD                 | Freitags-Testfahrer (test driver)                                |
| ohne     | DNP                | nicht am Training teilgenommen (did not practice)                |
| ohne     | INJ                | verletzt oder krank (injured)                                    |
| ohne     | EX                 | ausgeschlossen (excluded)                                        |
| ohne     | DNA                | nicht erschienen (did not arrive)                                |
| ohne     | C                  | Rennen abgesagt (cancelled)                                      |
| ohne     | keine WM-Teilnahme |                                                                  |
| sonstige | P/fett             | Pole-Position                                                    |
| sonstige | 1/2/3/4/5/6/7/8    | Punktplatzierung im Sprint-/Qualifikationsrennen                 |
| sonstige | SR/kursiv          | Schnellste Rennrunde                                             |
| sonstige | *                  | nicht im Ziel, aufgrund der zurückgelegten Distanz aber gewertet |
| sonstige | ()                 | Streichresultate                                                 |
| sonstige | unterstrichen      | Führender in der Gesamtwertung                                   |

### Konstrukteurswertung

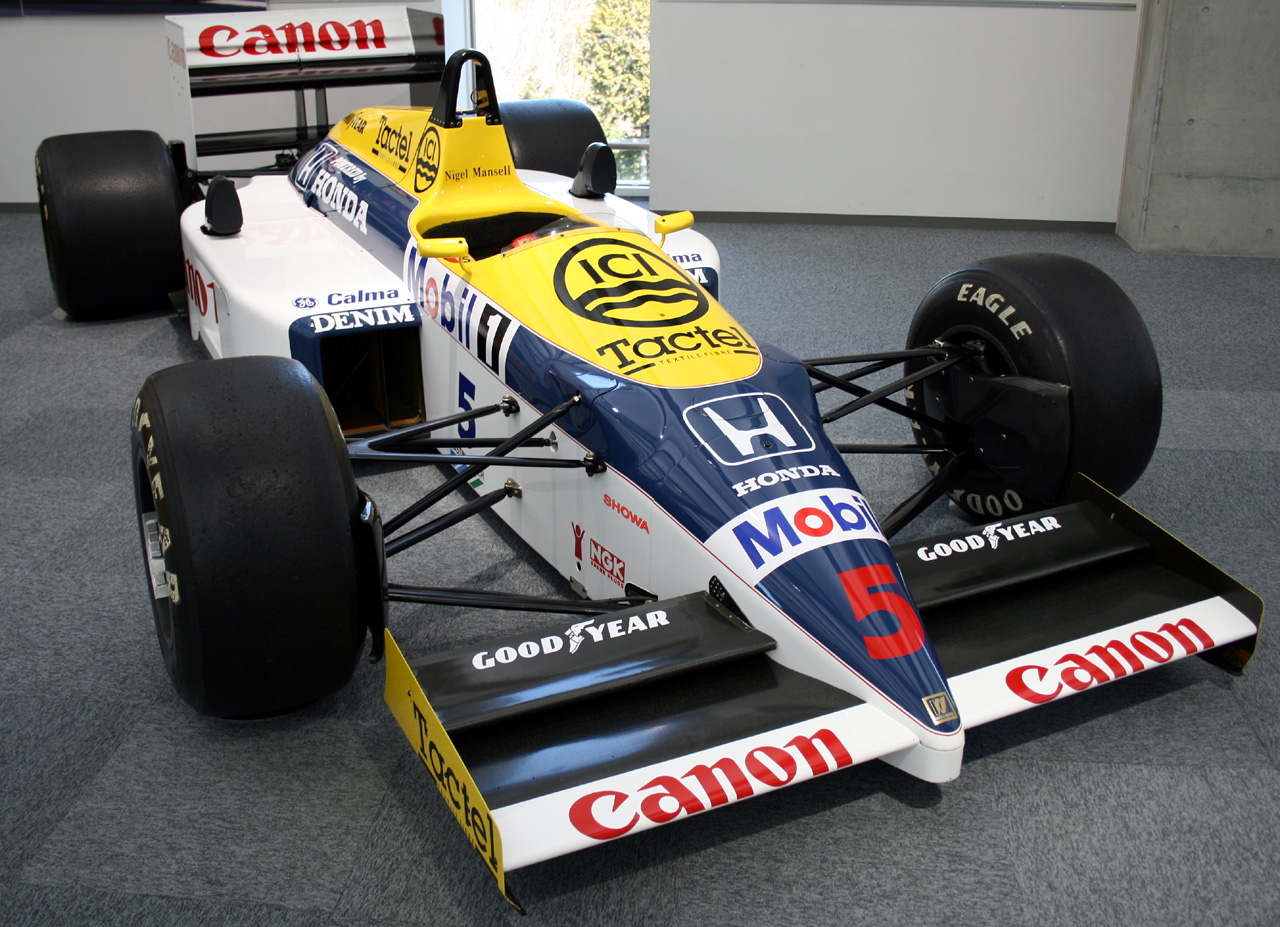
Williams-FW11-Honda von 1986

| Pos. | Konstrukteur         | Punkte |
| ---- | -------------------- | ------ |
| 1    | Williams-HondaT      | 141    |
| 2    | McLaren-TAG-PorscheT | 96     |
| 3    | Lotus-RenaultT       | 58     |
| 4    | FerrariT             | 37     |
| 5    | Ligier-RenaultT      | 29     |
| 6    | Benetton-BMWT        | 19     |
| 7    | Tyrrell-RenaultT     | 11     |

| Pos. | Konstrukteur            | Punkte |
| ---- | ----------------------- | ------ |
| 8    | Lola-HartT/-FordT       | 6      |
| 9    | Brabham-BMWT            | 2      |
| 10   | Arrows-BMWT             | 1      |
| 11   | ZakspeedT               | 0      |
| 12   | Minardi-Motori ModerniT | 0      |
| 13   | Osella-Alfa RomeoT      | 0      |
| —    | AGS-Motori ModerniT     | 0      |

T = Turbomotor

## Kurzmeldungen Formel 1
- Elio de Angelis starb bei Testfahrten mit einem Brabham-BMW in Le Castellet. Er war der letzte Tote in der Formel 1 bis zum Imola-Wochenende 1994.
- Marc Surer überlebte einen schweren Feuerunfall bei der Hessen-Rallye, musste seine Formel-1-Karriere aber beenden.
- In Mexiko feierten Gerhard Berger und Benetton ihre ersten Grand-Prix-Siege.
- Nigel Mansell verlor die Formel-1-Weltmeisterschaft durch einen Reifenplatzer im Finale von Adelaide an Alain Prost.
- Keke Rosberg beendete seine Formel-1 Karriere.
- Gerhard Berger erzielte während des Trainings in Monza die bis dahin höchste gemessene Geschwindigkeit in der Formel 1, 351,220 km/h.